# 新城 (宜蘭縣蘇澳鎮)
新城，是臺灣宜蘭縣蘇澳鎮的一個傳統地域名稱，位於該鎮北半葉的西北部。相較於今日行政區，其範圍大致包括新城里東北半部、龍德里西南部凸出部分的西南大半部、永榮里西南端、隘丁里西北端。

## 歷史
台灣清治末期，新城地區為一街庄，稱為「新城庄」，隸屬於利澤簡堡。該庄東北與馬賽庄為鄰，東與隘丁庄為鄰，東南與糞箕湖庄為鄰，西南與蕃地為鄰，西北邊為阿兼城庄，北邊為奇武荖庄、隆恩庄。
1901年（日明治三十四年）11月，該庄隸屬於宜蘭廳，編入第十三區。1905年（明治三十八年）7月，該區改名為「利澤簡區」。1920年（大正九年），該庄改制為「新城」大字，隸屬於臺北州蘇澳郡蘇澳庄，大字下有「新城」、「武荖坑」小字名。1933年，蘇澳庄升格為蘇澳街。
戰後蘇澳街改制為蘇澳鎮，隸屬於臺北縣，大字亦改制為里。1950年10月，北、基、宜分治，蘇澳鎮改隸屬於宜蘭縣。

## 聚落
本地區發展較早的聚落為新城，在日治期初期的官方地圖上已有記載。此外，本地區尚有新馬、武荖坑等聚落。

## 交通
台鐵宜蘭線是八堵至蘇澳的鐵路，也是台灣東北部的鐵路幹線，大致以西北—東南走向轉橫向再轉北北西—南南東走向蜿蜒經過新城地區。境內設有新馬車站，屬招呼站，僅停靠區間車。由此可前往台鐵沿線各站。
省道台2戊線（大同路）是五結鄉新店至聖湖的幹道，大致以縱向經過本地區東部凸出部分邊界地帶。由該道路向北可前往馬賽、猴猴、成興、利澤簡並止於其東北部邊界處省道台2線本線路口，向南轉東南再轉南可經隘丁前往糞箕湖並止於蘇澳國中前省道台9線路口。
省道台9線（中山路二段）又稱「東部幹線」，是台北經東台灣至屏東楓港的幹道，在本地區路段大致與鐵路並行且位於其西南側。由該道路向西北可前往冬山、羅東、五結西北部、宜蘭、礁溪、頭城西南部、坪林等地，向南南東可前往蘇澳市區、南澳、秀林、新城、花蓮等地。
鄉道宜42線（新城北路、馬賽路、海山西路、新馬路）是新城至嶺腳的道路，其西側端點位於本地區東南部台鐵新馬車站西北側。由此向東北東蜿蜒出境後，至省道台2戊線路口轉北與其共線，至隘界路路口轉東偏南獨行，可前往隘丁地區東北部的田心、港口、岳明新村並止於其東南側。

## 學校
- 文化國中